# Васиљ (име)
Васиљ (укр. Василь, блр. Васіль) је српско, украјинско и белоруско  мушко име.
- Васиљ Бикав (Васиљ Биков)
- Васиљ Грђић
- Васиљ Поповић
- Васиљ Улиско